# Xingning
Xingning (chinesisch 兴宁区, Pinyin Xīngníng Qū; Zhuang Singhningz Gih) ist ein chinesischer Stadtbezirk der bezirksfreien Stadt Nanning, der Hauptstadt des Autonomen Gebietes Guangxi der Zhuang-Nationalität im Süden der Volksrepublik China. Er hat eine Fläche von 722,5 km² und zählt 447.800 Einwohner (Stand: Ende 2018).

## Administrative Gliederung
Auf Gemeindeebene setzt sich der Stadtbezirk aus zwei Straßenvierteln und drei Großgemeinden zusammen.

## Ethnische Gliederung der Bevölkerung (2000)
Beim Zensus im Jahr 2000 hatte der Stadtbezirk Xingning in seinen damaligen Grenzen 131.865 Einwohner.
| Name des Volkes | Einwohner | Anteil  |
| --------------- | --------- | ------- |
| Han             | 92.999    | 70,53 % |
| Zhuang          | 36.418    | 27,62 % |
| Yao             | 892       | 0,68 %  |
| Hui             | 391       | 0,3 %   |
| Miao            | 222       | 0,17 %  |
| Manju           | 161       | 0,12 %  |
| Dong            | 160       | 0,12 %  |
| Mulam           | 154       | 0,12 %  |
| Sonstige        | 468       | 0,35 %  |